# جو سانغ-ووك
جو سانغ-ووك (هانغل: 주상욱) هو ممثل كوري جنوبي بدأ مسيرته الفنية عام 1998.

## أعمال

### مسلسلات
- ولادة حسناء
- المدعي العام المقنّع
- "السيدة العزباء الماكرة"
- طبيب جيد
- اغراء فاتن
- رائع
- لمسة[4]
- تايجونغ يي بانغ وون | قناة كي بي إس | عام 2021.[5]
- خيمياء الأرواح[6]

### أفلام
- بلا رحمة (هانغل: 용서는 없다)
- 90 دقيقة (هانغل: 90분)
- أيام الغضب (هانغل: 응징자)

### برامج منوعات
- رنينق مان

## وصلات خارجية
- جو سانغ-ووك على موقع IMDb (الإنجليزية)
- جو سانغ-ووك على موقع قاعدة بيانات الفيلم (الإنجليزية)